# Lipobranchus intermedius
Lipobranchus intermedius är en ringmaskart som beskrevs av Saint-Joseph 1894. Lipobranchus intermedius ingår i släktet Lipobranchus och familjen Scalibregmatidae. Inga underarter finns listade i Catalogue of Life.